# Cenmar
Cenmar d.d. je bivše hrvatsko poduzeće. Bavilo se ribogojstvom, proizvodnjom i trgovinom ribe, rakova i školjaka. Spajanjem iz 2009. poduzeće je ugašeno i posluje kao dio Cromarisa.

## Opis
Osnovano je 1979., a 1984. ostvarena je prva proizvodnja. Tad je Cenmar na Mediteranu bio jedan od pionira proizvodnje riblje mlađi i uzgojene ribe. Prvi je na cijelom Mediteranu krenuo je u uzgoj ribe, za što je preduvjet bio napraviti vlastito mrijestilište. Pogon u ninskoj uvali je napravljen, preko puta istočnih bedema ninskog gradića, usprsko čuđenju i ismijavanju zajednice. Projekt se pokazao dalekovidnim, jer marikultura, intenzivna i kontrolirana proizvodnja ribe već danas ozbiljno participira u hrvatskoj ribljoj industriji, čak pomalo i nadrasta izlov ribe iz prirode.
U Cenmar su dolazili uzgajivači iz svih sredozemnih zemalja učiti se marikulturi. Zbog loše gospodarske politike njegova je marikultura stanigrala, nije imala uvjeta za daljnji razvoj, te umjesto da je hrvatska marikultura postala grana s jednim od najprepoznatljivijih hrvatskih proizvoda, Hrvatsku su pretekle zemlje koje su se do prije dvadeset godina učile u Cenmaru. Danas Cenmar ima mrijestilište i dva uzgajališta te vlastiti vozni park kojim dostavljaju kupcu riblju mlađ, bilo na kopnu ili na moru. Namirivao je potrebe svojih uzgajališta te za još deset manjih uzgajališta od Pelješca do Paga. Mogućnosti su bile i veće, ali se išlo na kvalitetu. U okviru Cenmarovog mrijestilišta je središnji laboratorij i pokusna postaja. Mrijestilište se nalazi u Ninskoj laguni. Površine je 7300 m2. To je prvo mrijestilište na Mediteranu. Kapacitet mrijestilišta je 6 milijuna komada mlađi morskih riba težine od 1 do 2 grama. Uglavnom se proizvodi lubin, orada i pagar. U pokusnoj su fazi pic i jadranski zubatac (Dentex dentex, od 2001.). Uz povoljnu infrastrukturu i dostatne kapacitete mrijestilišta mogao bi zadovoljiti ukupnu potražnju u Hrvatskoj. Mlađ u Ninu dobiva se iz matičnih jata koja su selekcionirana više godina. Cenmar je imao i matična jada podlanice. Intenzivno se radi na uvođenju autohtonih vrsta. 
Cenmarova dva uzgajališta su uzgajališta Lamjana kod Ugljana i Košara. Osim vlastitih Cenmar ima kooperantsku mrežu s više manjih uzgajališta.
Vezani poslovni subjekti Cenmar-Košara i Cenmar-Tkon osnovani su 2003., a ugašeni 2014. Treći vezani poslovni subjekt je Cenmar Export-Import.
Cenmarovo ribouzgajalište u Kalima je pionir svjetskog ranga u uzgoju brancina. Cenmar proizvodi ukupno preko 1000 tona ribe godišnje. Novi vlasnik Adria Resorts najavio je plan za povećanje proizvodnje na 2000 tona.
Cenmarova mlađ je u prednosti pred inozemnom uzgojenom konzumnom ribom, jer je uvezena mlađ u pravilu iz mora lošijeg zdravstvenog stanja od hrvatskog mora. Uvozna riba inače ne živi na ovom području i uvijek je rizikom unošenja bolesti iz drugih mora, što je problem na samo za uzgajanu, nego i za ribu u moru. Cenmar proizvodi ribu na prirodan način, bez cjepiva, bez hormona, bez ikakvih tretmana, osim što u mrijestilištima simulira uvjete iz prirode.
2008. godine kupila ga je u paketu tvrtka Adria Resorts od talijanske tvrtke A.S.A. S.p.a, čime je kupila 52,78 posto dionica društva Marimirna d.d., te 30,28 posto temeljnog kapitala Cenmara. Obje tvrtke imaju ukupno 180 zaposlenih, godišnji im prihod tvrtki prelazi 80 milijuna kuna. Oko 65% proizvedene ribe izvoze u zemlje EU. Ribu prodaju tijekom cijele godine i u različitim veličinama, ovisno o zahtjevu kupca. Mlađ se isporučuje uz obvezatni certifikat o kvaliteti.
2009. godine izvršeno je spajanje četiriju tvrtki zamjenom dionica čime je nastala tvrtka sa sjedištem u Zadru, dioničko društvo Cromaris čije je poslovanje vezano uz uzgoj i preradu ribe, temeljnog kapitala 60 milijuna kuna. Cenmar iz Zadra spojen je s Marimirnom iz Rovinja, Marikulturom Istra iz Marčana i Bisage-Nita iz Kali na otoku Ugljanu. Ovime je rovinjska je Adris grupa objedinila svoje poslovanje poduzeća iz iste grane te je nastala vodeća hrvatska tvrtka za marikulturu i lider u proizvodnji plemenite bijele ribe. Više od 50 posto proizvoda izvozi na tržišta zemalja Europske unije. 2015. godine ujedinjena tvrtka ušla je u deset najvećih svjetskih proizvođača orade i brancina.
Na mjestu starog Cenmarova mrijestilištu i predrasta danas Cromaris gradi novo. Zbog opredijeljenja za autohtonost japanski pagar je izbačen iz proizvodnje. Planira se uzgajati nova, ne tzv. oborita vrsta nego riba morskog dna iz porodice listuša romb (rumbo švoja).